# Vladimir Vasilj
Vladimir Vasilj (Hannover, 6 de julho de 1975) é um ex-futebolista teuto-croata que jogava como goleiro.

## Carreira
Profissionalizou-se em 1995, no Hrvatski Dragovoljac, onde atuou em 63 partidas em 3 temporadas. Em 1998, assinou com o tradicional Dínamo Zagreb, inicialmente como terceiro goleiro. Com a aposentadoria de Dražen Ladić em 2000, virou reserva imediato de Tomislav Butina.
Com apenas 5 partidas pelos Azuis, mudou-se para o NK Zagreb em 2001, participando de 57 jogos. Depois de passar meia-temporada no Varteks, voltou ao Dínamo em 2004, atuando em 20 partidas. Em 2005, foi contratado pelo Konyaspor, jogando apenas 2 vezes pela equipe turca. Em janeiro de 2006, assinou sem custos com o Široki Brijeg, onde jogara nas categorias de base. Aposentou-se como jogador em 2009.
Entre 2011 e 2013, trabalhou como diretor-esportivo no NK Brotnjo.

## Seleção Croata
Embora seja alemão de nascimento, Vasilj atuou na equipe Sub-21 da Croácia, e sua estreia no time principal foi num amistoso contra a Eslováquia, em maio de 1998. No mesmo ano, foi convocado para a Copa da França, porém viu do banco de reservas a surpreendente campanha dos Axadrezados na competição, ficando em terceiro lugar.
Mesmo com as aposentadorias de Ladić e Marijan Mrmić (respectivamente, titular e reserva imediato na Copa), o goleiro seguiu como terceira alternativa ao gol croata, desta vez na Copa de 2002 - Stipe Pletikosa foi o titular na competição e Butina, ex-companheiro de Vasilj no Dínamo Zagreb, o primeiro reserva. A Croácia não repetiu a boa campanha de 1998 e, com um elenco envelhecido, amargou a queda na fase de grupos. No mesmo ano fez seu último jogo como titular na Seleção.
Na Eurocopa de 2004, com a lesão de Pletikosa, virou o primeiro reserva de Butina, que herdou a titularidade na competição. Os Axadrezados caíram na primeira fase, com 2 empates e uma derrota.

## Títulos
Seleção Croata
- Copa do Mundo de 1998: 3º Lugar